# Лючер
Лючер (Люгер) — река в России, протекает по Республике Марий Эл. Устье реки находится в 2,6 км от устья Куярки по левому берегу. Длина реки составляет 11 км, площадь водосборного бассейна — 30,7 км².
Исток реки в лесах в 19 км к юго-востоку от центра Йошкар-Олы. Исток реки расположен в Советском районе, большая часть течения — в Медведевском. Река течёт на запад по ненаселённому лесу, впадает в Куярку юго-восточнее села Куяр.

## Данные водного реестра
По данным государственного водного реестра России относится к Верхневолжскому бассейновому округу, водохозяйственный участок реки — Волга от Чебоксарского гидроузла до города Казань, без рек Свияга и Цивиль, речной подбассейн реки — Волга от впадения Оки до Куйбышевского водохранилища (без бассейна Суры). Речной бассейн реки — (Верхняя) Волга до Куйбышевского водохранилища (без бассейна Оки).
Код объекта в государственном водном реестре — 08010400712112100001227.